# Linter
Linter este o comună în provincia Brabantul Flamand, în Flandra, una dintre cele trei regiuni ale Belgiei. Comuna este formată din localitățile Drieslinter, Melkwezer, Neerhespen, Neerlinter, Orsmaal-Gussenhoven, Overhespen și Wommersom. Suprafața totală este de 36,37 km². Comuna Linter este situată în zona flamandă vorbitoare de limba neerlandeză a Belgiei. La 1 ianuarie 2008 comuna avea o populație totală de 7.049 locuitori.
1. ↑  Crossroad Bank of Enterprises, accesat în 13 iulie 2023
2. ↑  GeoNames, accesat în 9 iulie 2017